# Андерсон, Росс
Росс Андерсон (англ. Ross J. Anderson, 15 сентября 1956 — 28 марта 2024, Кембридж) — британский учёный, автор более двухсот статей, консультант по инженерной безопасности. Профессор инженерии безопасности в Кембриджском университете. Его достижения в области криптографии включают в себя разработку шифров, обнаружение слабостей во многих системах безопасности и алгоритмах. Является сооснователем списка рассылки Uk-Crypto.

## Краткая биография
Росс Андерсон родился в 1956 году, исследователь, писатель и промышленный консультант в инженерии безопасности. Он также является профессором инженерии безопасности в компьютерной лаборатории Кембриджского университета, где он работает в группе безопасности. В 1978 году Андерсон закончил Тринити-колледж (Кембридж) со степенью бакалавра математики и естественных наук, а затем получил квалификацию в области компьютерной техники. Он работал в области авионики и банковской индустрии до того, как в 1992 году он переехал обратно в Кембриджский Университет для работы над докторской диссертацией под руководством Роджера Нидхема и начал свою карьеру учёного-исследователя. В 1995 году он получил степень доктора наук и стал преподавать. Он жил близ Сэнди, Бедфордшир (Sandy, Bedfordshire).
Работая в области криптографии, он вместе с Эли Бихамом (Eli Biham) проектировал криптографические примитивы BEAR, LION и TIGER («медведь», «лев» и «тигр»). В соавторстве с Бихамом и Ларсом Кнудсеном (Lars Knudsen), разработал блочный шифр Serpent, один из финалистов конкурса AES. Также он обнаружил слабости в шифре FISH и разработал потоковый шифр PIKE.
В 1998 году Андерсон основал Фонд Исследования Информационной Политики (Foundation for Information Policy Research), мозгового центра и лоббистской группы по информационно-технической политике.
Он широко известен среди академиков Кембриджа как открытый защитник академических свобод, интеллектуальной собственности и других вопросов политики университета. Он инициировал Кампанию за Свободы Кембриджа; в 2002 году он был избран членом Совета Кембриджского Университета. В январе 2004 года студенческая газета Varsity объявила Андерсона «самым влиятельным (powerful) человеком» Кембриджского Университета.
В 2002 году он стал ярым критиком вычислительных систем, основанных на доверии (Trusted Computing), в частности, системы Palladium от Microsoft.
Росс Андерсон — автор книги «Инженерия безопасности» («Security Engineering»), опубликованной в Wiley в 2001 и 2008 годах. Он также был основателем и редактором Обзоров Безопасности компьютеров и коммуникаций (Computer and Communications Security Reviews).
Ученики профессора Андерсона: Роберт Уотсон (Robert Watson), Джо Бонни (Joe Bonneau), Хьюонгшик Ким (Hyoungshick Kim), Шайлендра Фулория (Shailendra Fuloria) и Вей-Минг Ху (Wei-Ming Khoo).

### Смерть
Умер 28 марта 2024 года в своём доме в Кембридже в возрасте 67 лет.

## Основные исследования

### Экономика информационной безопасности
Росс Андерсон проводил исследования безопасности экономики в едином рынке для Европейского Агентства Сетей и Информационной безопасности(European Network and Information Security Agency). Он изучил недостатки рынка, лежащие в основе спама, фишинга и других проблем, и внес конкретные политические предложения. Краткую версию исследования можно посмотреть здесь.
Топология скрытых конфликтов отвечает на вопрос, как полиция может обнаруживать подпольные организации, имея некоторую информацию об их системах коммуникации, и как они, в свою очередь могут реагировать на различные действия правоохранительных органов. Росс Андерсон на основе анализа сетей и эволюционной теории игр разработал основные идеи изучения интерактивных атак и стратегий защиты сети. Эта работа предлагает объяснения ряду аспектов современных конфликтов в целом.
Его исследования систем «Trusted Computing» проанализировали (и подорвали) инициативу Trusted Computing Group,
которая продвигала идею установки DRM-систем на каждый компьютер, КПК и мобильный телефон. Система «TС» была разработана в угоду Голливуду, чтобы затруднить пиратское копирование музыки и видео, и индустрии программного обеспечения. Но это могло бы иметь тревожные последствия для частной жизни, цензуры и инноваций.

### Одноранговые сети
Начиная примерно с середины 2000 года, наблюдается взрыв интереса к одноранговым сетям. Одной из наиболее конструктивных статей в этой области была «Служба вечности» ("The Eternity Service "), которую Росс Андерссон представил в Pragocrypt’96. Он был встревожен тем, что сайентологи смогли закрыть почтовый переадресатор (remailer) в Финляндии, и ему лично угрожали банковские юристы, которые хотели скрыть информацию об уязвимости систем банкоматов. Это научило его, что электронные публикации могут быть легко подавлены влиятельными людьми. Обычно они хранятся всего на нескольких серверах, на владельцев которых можно давить силой или через суд. «The Eternity Service» был задуман как средство вставки электронных документов как можно дальше от цензуры.

### Криптографические протоколы и системы уровневой защиты
Многие наиболее интересные с научной точки зрения атаки становятся возможными вследствие несовершенства протоколов. Например, недостатки дизайна, в которых шифруются тексты, содержащие ошибки, или неверно шифруются правильные тексты. Такие уязвимости широко распространены на практике, но их крайне трудно обнаружить. За годы работы Росс Андерсон обнаружил целый ряд атак на протоколы. Он был первым, кто использовал формальные методы для проверки протоколов шифрования, лежащих в основе реальных банковских систем. Он также был одним из изобретателей микроплатежей, и одним из авторов идеи делать файлы достаточно незаметными, чтобы их существование можно было отрицать даже под давлением (идеи, схожие со стеганографией).

### Безопасность программных интерфейсов
Атаки на программные интерфейсы — очень важное техническое новшество последних лет. Они распространяют анализ протоколов на программные интерфейсы криптографических процессоров. Эти устройства обычно имеют несколько десятков транзакций, которые могут быть выполнены с помощью закрытых ключей. Большинство таких приборов может быть взломано при помощи выдачи надлежащим образом выбранной последовательности транзакций. Именно Росс Андерсон первым начал исследования в этой области. Его работы заставили производителей перестроить многие продукты, а последующие исследования других ученых позволили обнаружить атаки на GSM-шифрование и на чипы Trusted Platform Module, лежащие в основе систем «Trusted Computing».

### Противодействие подделкам оборудования
В 1996 году Росс Андерсон разрушил распространенную веру в смарт-карты, защищающие от подделок. Его начальная статья о методах атак на них получила премию и очень широко известна. В дальнейшей работе Андерсон открыл перспективную область оптической безопасности, в которой лазерное зондирование используется для вызова неисправностей в полупроводниковых приборах и для чтения памяти без использования схемы, предоставленной поставщиком чипов для этой цели. С 1999 по 2003 год он участвовал в большом проекте, финансируемом ЕС, направленном на создание смарткарт, гораздо менее уязвимых для атак. Эти смарткарты строились но основе самосинхронизирующейся двухканальной логике со встроенной схемой тревоги. В настоящее время Росс Андерсон показал, что общепринятая система ввода PIN-кода неудовлетворительна в отношении устойчивости к подделкам.

### Анализ и проектирование шифров
Криптология — предмет, к которому Росс Андерсон возвращается каждые несколько лет. Взлом шифров был его вступлением в информационную безопасность в середине 80-х годов, когда он нашёл ряд атак на поточные шифры и предложил их улучшенные версии. Он вернулся к этой теме в начале 90-х. Некоторые работы по хеш-функциям помогли ему найти способы построения блочных шифров из хеш-функций и потоковых шифров. Его самая значительная работа — блочный шифр Serpent, который стал финалистом конкурса AES. Победителем тогда стал Rijndael, а Serpent был вторым.

### Обработка сигналов и безопасность
В конце 90-х Росс Андерсон потратил некоторое время на применение идей обработки сигналов к компьютерной безопасности. Наиболее оригинальной разработкой была «Soft Tempest»(TEMPEST — сокр. «transient electromagnetic pulse emanation surveillance technology» — средства электронной слежки, использующие анализ электромагнитного излучения в схемах при переходных процессах). Ранее считалось, что конструкция компьютеров с защитой Tempest должна включать аппаратные методы, такие как металлическое экранирование. Росс Андерсон показал, что существенная защищенность может быть достигнута программными методами.
В 1995 году он заинтересовался проблемой цифровых водяных знаков, и в течение нескольких лет взломал практически все существующие системы маркировки авторских прав. Программа «StirMark» стала промышленным стандартом для тестирования систем маркировки.

## Книга Инженерия безопасности
Многие работы Росса Андерсона были обобщены в его книге «Инженерия безопасности: руководство по построению надежных распределенных систем» («Security Engineering: A Guide to Building Dependable Distributed Systems»). Эта книга вышла в 2001 году в издательстве Wiley & Sons. Она предназначена для использования как в качестве учебника, так и в качестве справочника.
В первой части описываются основные понятия и приемы безопасности.
Во второй части обсуждаются конкретные применения инженерии безопасности компьютерных систем, в том числе бухгалтерских и банковских систем, систем наблюдения и др. Эта часть читается, как детектив.
В третьей части рассматриваются организационные и политические вопросы. В частности, как компьютерная безопасность соотносится с законодательством; как мы можем убедиться, что система функционирует в соответствии с замыслом и др.
Книга может быть очень полезной для разработчиков компьютерных систем и программистов.
Второе издание вышло в 2008 году. Тексты двух изданий стали доступны для свободного скачивания на сайте Росса Андерсона в 2012 году.